# Banton
Banton è una municipalità di quinta classe delle Filippine, situata nella Provincia di Romblon, nella regione di Mimaropa.
Banton è formata da 17 baranggay:
- Balogo
- Banice
- Hambi-an
- Lagang
- Libtong
- Mainit
- Nabalay
- Nasunogan
- Poblacion
- Sibay
- Tan-Ag
- Toctoc
- Togbongan
- Togong
- Tungonan
- Tumalum
- Yabawon